# Taybeh
Taybeh (àrab: الطيبة, aṭ-Ṭayba) és un municipi palestí en la governació de Ramal·lah i al-Bireh al centre de Cisjordània, situat 15 kilòmetres al nord-est de Jerusalem i 12 kilòmetres al nord-est de Ramal·lah. Segons l'Oficina Central d'Estadístiques de Palestina (PCBS), tenia 1.858 habitants en 2016. És l'única comunitat íntegrament cristiana de tota Cisjordània.

## Etimologia
A Taybeh la hi ha relacionat amb Ophrah, posteriorment rebatejat com Efraïm, lloc esmentat en la Bíblia (Llibre de Josuè 18:23) com una ciutat de la tribu de Benjamí. No obstant això, la paraula «Efraïm» és similar en termes sonors a afrit (en àrab عفريت), que significa «dimoni» en àrab. Sota el mandat de Saladí, la ciutat va ser rebatejada com Taybeh, «l'agradable».
Segons la tradició local, Saladí va rebre a una delegació d'habitants d' Efraïm durant les seves guerres contra els croats. Impressionat per la generositat i hospitalitat dels vilatans, va batejar el poble com Taybeh, «l'agradable» en àrab. Una altra versió de la història diu que, encantat per la seva bondat i la bellesa de les seves cares, va ordenar que el poble fos rebatejat com Tayyibat al-Isem («bell de nom») en lloc d'Afra, que sonava a «ple de pols».

## Taybeh al Nou Testament

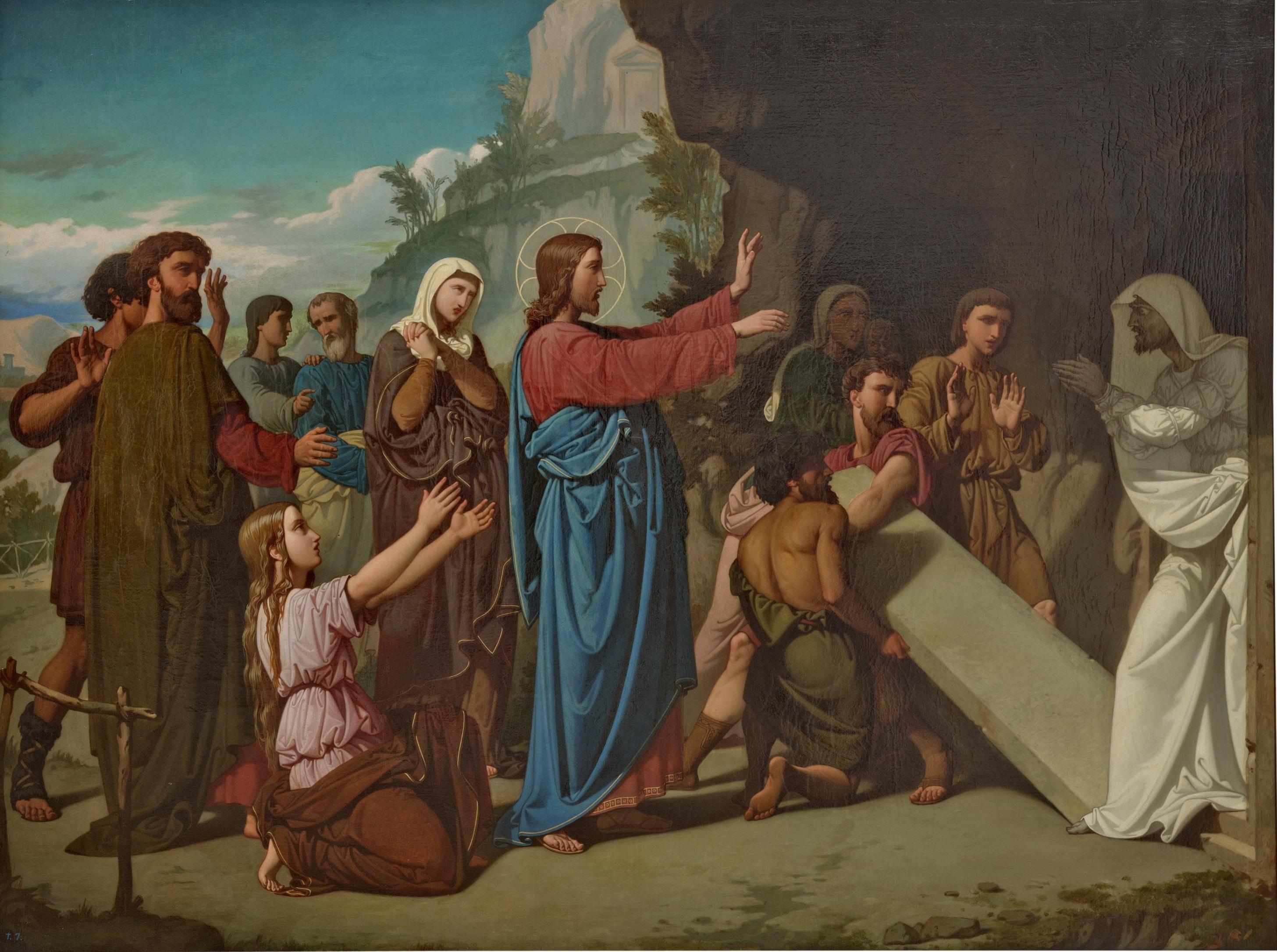
La resurrecció de Llàtzer

Segons la Bíblia, després de la resurrecció de Llàtzer, Jesús es va retirar amb els seus deixebles a Efraïm. Joan diu «Així que des d'aquell dia (els fariseus) van acordar matar-lo. Per tant, Jesús ja no caminava obertament entre els jueus, sinó que es va allunyar d'allí a la regió contigua al desert, a una ciutat anomenada Efraïm; i es va quedar allí amb els seus deixebles» (Joan 11ː 53-54). Això va succeir durant els primers dies de Nissan, probablement entorn de l'any 30.

## Història

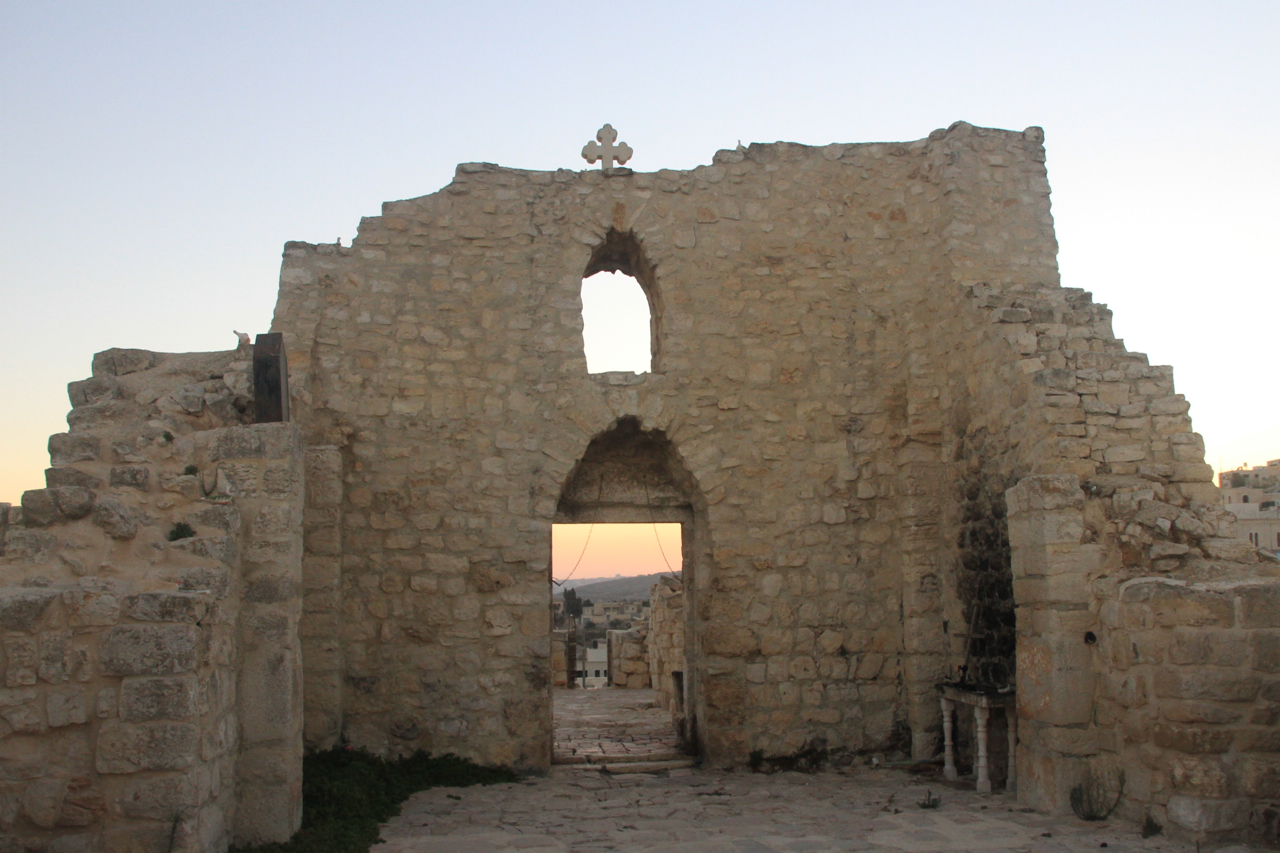
Ruïnes de l'Església de Sant Jordi

Al segle V es s'hi va construir una església a l'est de la ciutat coneguda avui dia com l'Església de Sant Jordi. Al segle xii els Croats van construir una altra església adjacent a la primera. Els Croats van fortificar Taybeh mitjançant un castell batejat en anglès com Castle of St. Elias. Al febrer de 1182, Josselí III d'Edessa va concedir el castell al rei Balduí IV de Jerusalem juntament amb diverses propietats més a canvi del senyoriu del Mi'ilya. En 1185, el rei Balduí V de Jerusalem concedí el castell al seu avi Guillem V, Marquès de Montferrat.
Tanmateix Taybeh va caure en mans de Saladí en 1187 després de la batalla de Hattin. Imad-ad-Din al-Isfahaní la descriu com una fortalesa croada presa per Saladí, mentre que Yaqut al-Hamawí la va descriure sota el nom d''Afra, com «una fortalesa en la província de Palestina, vora Jerusalem.»

### Època Otomana
En 1596, apareixia en els registres d'impostos otomans amb el nom de Tayyibat al-Isem, formant part de la nàhiya o subdistricte d'al-Quds, al liwà o districte homònim. Tenia una població de 63 llars musulmanes i 23 famílies cristianes, i pagava imposats sobre blat, ordi, vinyers i arbres fruiters, cabres i/o ruscs.
Aproximadament en les dècades de 1810 o 1820 va tenir lloc una gran batalla al poble entre faccions rivals dels Qays i els iemenites. A la conclusió de la batalla, la facció "Yamani", dirigida pel xeic de Abu Ghosh, va aconseguir recuperar Taybeh per a la facció dels Qays. Quan Edward Robinson la va visitar en 1838,va descobrir que en ella vivien 75 habitants susceptibles de pagar impostos, la qual cosa indicava una població d'aproximadament 300 o 400 persones.
L'explorador francès Victor Guérin va visitar el poble en 1863, descrivint Thayebeh com una localitat amb uns 800 vilatans, 60 d'ells catòlics i la resta greco-ortodoxos. També va deixar constància de les restes d'un gran edifici en el cim d'un pujol. Una llista otomana de pobles d'al voltant de 1870 representava a Taybeh com una ciutat cristiana amb 87 cases i una població de 283 habitants, encara que el recompte de població solament incloïa a homes.
En 1882 el Survey of Western Palestine del Fons per a l'Exploració de Palestina va descriuire Taiyibeh com un «gran llogaret cristià en una posició excel·lent, amb cases de pedra ben construïdes. Una torre central s'alça en el cim del turó; per tots costats hi ha oliveres i figueres a les terres baixes. La visió és excel·lent en qualsevol adreça. Les ruïnes de una església de Sant Jordi es troben a prop, i hi ha restes d'un castell en ruïnes al poble. Els habitants són greco-ortodoxos cristians.»
Charles de Foucauld (1853–1916), un explorador i ermità francès, va passar per Taybeh en gener de 1889 i hi tornà em 1898.

### Mandat Britànic de Palestina
En el cens de Palestina de 1922, dut a terme per les autoritats del Mandat Britànic de Palestina, Al Taibeh tenia 954 cristians, dels quals 663 eren ortodoxos, 249 catòlics llatins, 60 catòlics greco-melquites i 2 anglicans. A més, també hi vivien 7 musulmans.
En 1927 es va construir una església ortodoxa grega sobre una antiga església romana d'Orient, incorporant acuradament elements arquitectònics com a columnes, llindes, capitells, dues fonts i un mosaic fragmentat amb una inscripció en grec. Para quan es va realitzar el cens de Palestina de 1931 Taybeh tenia 1.038 cristians i 87 musulmans, que viuen en un total de 262 cases.
La població va seguir creixent i en el cens de 1945 vivien a Taybeh 1.330 persones (1.180 cristians i 150 musulmans),mentre que la superfície total del municipi era de 20.231 dúnams (20,231 quilòmetres quadrats), segons una enquesta oficial de terra i població. D'aquests, 5.287 dúnams era per a plantacions i regadiu, 5.748 per a cereals i 80 dúnams eren considerades terrenys urbans.

### Després de 1948
En la vespra de guerra araboisraeliana de 1948, i després dels acords d'armistici araboisraelians de 1949, Taybeh fou ocupada pel regne haixemita de Jordània. Després de la Guerra dels Sis Dies de 1967 va romandre sota l'ocupació israeliana. Nombroses resolucions de les Nacions Unides, com la resolució 242 han instat a Israel a retirar-se a les fronteres anteriors a 1967 reafirmant "la inadmissibilitat de l'adquisició de territori per la força", com apareix en la resolució 2334.
Al setembre de 2005, centenars d'homes musulmans de Deir Jarir van incendiar cases a Taybeh en resposta a la suposada relació amorosa entre una dona musulmana de 30 anys de Deir Jarir amb un cristià de Taybeh. Quan els habitants de Taybeh van cridar a les autoritats per sol·licitar la seva intervenció, els israelians van ser els primers a arribar, però simplement van mirar i es van negar a actuar. Els policies palestins que arribaven des de Ramal·lah van ser retinguts en un control de seguretat israelià durant tres hores, i solament les constants trucades del consolat dels Estats Units a Jerusalem van aconseguir que se'ls permetés continuar el seu camí. Malgrat l'incident, els pobles veïns segueixen tenint una bona relació, i els seus habitants comenten que "la gent de Taybeh i la gent de Deir Jarir són una sola família".
El 19 d'abril de 2013, un grup de colons israelians va prendre per la força el monestir de Taybeh i una capella adjacent, hissant-hi una bandera israeliana. Joves de Taybeh i dels pobles circumdants de Deir Jreir, Ramun, Silwad, Kafr Malik i Ein Yabrud van aconseguir expulsar els colons. Els palestins d'aquesta zona solen manifestar-se regularment a les terres del monestir, i els palestins musulmans organitzen la seva oració dels divendres en aquest terreny per protegir-lo de possibles intents israelians d'expropiar-lo.
El Washington Post va confirmar que el 25 de juny de 2025, Taybeh i el poble proper de Kafr Malik van ser atacats per desenes de colons israelians armats, que van incendiar cases i vehicles. Tres palestins van morir a trets, tot i que no és clar si van ser assassinats pels colons o per les Forces de Defensa Israelianes . El Washington Post va dir que era l'última d'una sèrie de "batalles violentes contra pobles palestins a Cisjordània, sovint amb impunitat en presència de soldats israelians o directament amb la seva ajuda". Els líders de diverses comunitats cristianes van denunciar atacs a cementiris i esglésies cristianes.